# Црква Светих Петра и Павла у Горњој Добрињи
Црква Светих Петра и Павла у Горњој Добрињи, у општини Пожега, је саставни део споменичке целине Горња Добриња, која представља просторно културно-историјску целину од изузетног значаја. Споменичку целину у Горњој Добрињи чине црква Светих Петра и Павла, надгробни споменици у порти, чардак са чесмом и белег на месту родне куће кнеза Милоша.

## Црква Светих Петра и Павла
Црква је саграђена 1822. године на месту цркве брвнаре, која се у турско време помиње као метох манастира Никоља. У спомен на свога оца Теодора подигао ју је кнез Милош. За главне грађевинске радове ангажован је Тодор Петровић из околине Пожаревца, који је на овај посао дошао са изградње цркве на Савинцу код Горњег Милановца. Црква је једнобродна грађевина са споља полигоналном а изнутра полукружном олтарском апсидом, наосом подељеним на два травеја и припратом. Скромну фасадну декорацију чине прислоњени пиластри на подужним зидовима и камени профилисани оквир главног улаза на западној фасади. На звонику, смештеном југозападно од цркве, извршена је опсежна обнова 1870. године.
Различите претпоставке о ауторству сликане декорације иконостасне преграде, поклона краља Милана из 1883. године, још увек остављају отвореним ово питање.

## Гробна места и чардак
Уз саму цркву, крај гроба кнез Милошевог оца обележеног лежећом плочом са натписом, налази се неколико појединачних и два заједничка споменика изгинулим у ратовима за ослобођење Србије. Источно од цркве, над каменом чесмом са две луле, подигнут је 1860. године чардак од шашовца у дрвеној конструкцији, једнопросторна зградица са стрмим пирамидалним кровом покривеним шиндром.
Конзерваторско-рестаураторски радови на чардаку изведени су 1967. године.

## Галерија
- Звоник
- Споменик палим борцима у Балканским ратовима 1912. и 1913. године